# Lithospermum cuneifolium
Lithospermum cuneifolium là loài thực vật có hoa trong họ Mồ hôi. Loài này được Pers. mô tả khoa học đầu tiên.